# Ampanihy (Miandrivazo)
Ambatolahy is een plaats en gemeente in Madagaskar gelegen in het district Miandrivazo van de regio Menabe. Er woonden bij de volkstelling in 2001 ongeveer 4000 mensen.
In de plaats is basisonderwijs beschikbaar. 70% van de bevolking is landbouwer en 5% houdt zich bezig met de veeteelt. Het belangrijkste gewas is rijst, maar er wordt ook bonen en mais verbouwd. 5% van de bevolking is werkzaam in de dienstensector. De rest van de bevolking (20%) voorziet in levensonderhoud via de visserij. 
Aan de noordzijde wordt Ambatolahy begrensd door de rivier Mahajilo, een belangrijke zijrivier van de Tsiribihina rivier. Op deze plaats verandert deze bergrivier in een kronkelende deltarivier met veel zijarmen. Dichtbij zijn de watervallen van Mahajilo. Er is een vliegveld en voor toeristen worden er boottochten aangeboden naar de nabijgelegen kloven van de Tsiribihina rivier.